# 大天鹅

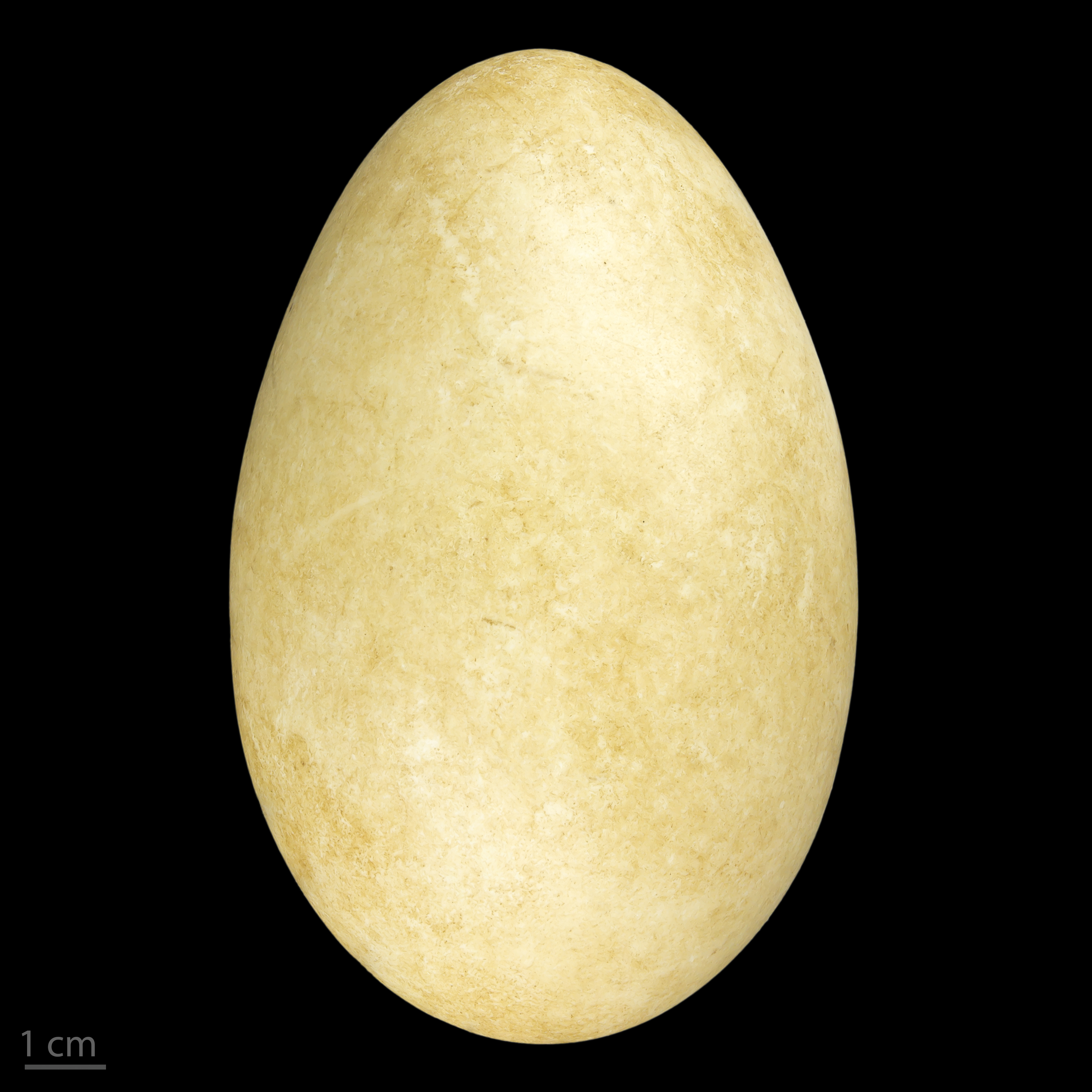
卵

大天鹅（学名：Cygnus cygnus）又名鹄、黄嘴天鹅等，是天鵝屬的一種鳥類。
大天鹅是芬兰的国鸟，也是天鹅属的模式种。

## 特征
大天鹅是体形较大的雁形目鸟类，本种体形较与之混群的小天鹅略大，但只有两者同时出现在观察者的视野中时才能明确地观察到这种差异，雄体长1.5米以上，雌体较小，雄性体重为7.4-14千克，平均为9.8千克，雌性则仅8.2-9.2千克。大天鹅雄雌同形同色，通体洁白，颈部极长；体态优雅。它们的脚和腿都是黑色的。喙基部的一半呈橙黄色，尖端呈黑色。在春季和夏季，由于富含铁的环境，成年大天鹅可能会出现深色的颈部羽毛。喙上黄黑两种颜色形成的团因个体而异，可以用于个体识别。雏鸟通常是白色的，但也有些是灰色的。
本物种显著的鉴别特征在喙部，大天鹅的喙部由黑黄两色组成，黄色区域位于喙的基部，与小天鹅相比大天鹅喙部的黄色区域更大，超过了鼻孔的位置。
- 在北京动物园内的大天鹅
- 正在水中取食的大天鹅
- 大天鹅和小天鹅的对比

## 分布
大天鹅的活动范围很广，在欧亚大陆的北方地区和许多附近的岛屿上都有发现。它们迁徙数百或数千英里到东亚和南欧的越冬地。北美西部和印度次大陆偶尔会有迷鸟。大天鹅主要繁殖于欧亚大陆北部，包括中国北部的新疆、内蒙古、东北北部等地；越冬于亚洲中部、欧洲大部北美洲西北部、非洲大陆的西北角、中国的华中和东南沿海一带。
大天鹅在淡水池、湖泊、浅河和沼泽的岸边交配并筑巢。它们喜欢有挺水植被的栖息地，这可能可以为它们的巢穴和新生小天鹅提供额外的保护。在中国南方常见本物种与小天鹅混群。

## 习性

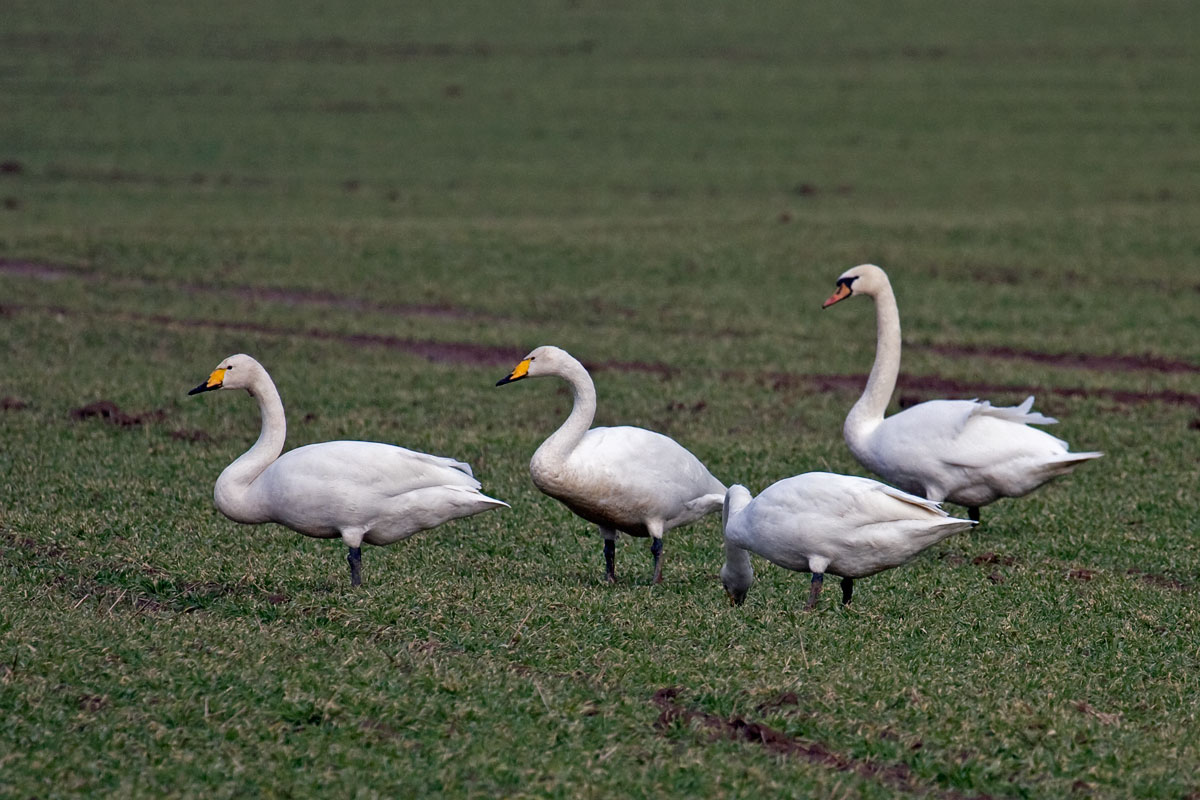
三只大天鹅与一只疣鼻天鹅

因为双腿不足以支撑其体重，大天鹅（特别是成长期的大天鹅）必须生活在有大面积水域的地区。大天鹅一生中绝大多数时间都浮在水面。
大天鹅白天较活跃，以低头或倒立的方式在水中觅食，也在地面上吃草。它们在夏季具有较明显的领地意识，但在冬季则喜欢群居。大天鹅一般成群地生活在湿地附近。在10月至11月，大天鹅经常形成40只以上的较大鸟群；而在1月至早春，则一般形成少于 30只的较小鸟群。大天鹅存在社会等级制度，较大的家庭地位较高，已经配对但尚未繁殖的天鹅位于中间，而未成对的天鹅则位于底部。地位更高的天鹅可以进食更长时间，游离个体会寻求加入群体以获得更多保护。如果一个大天鹅家庭中存在具有较强攻击性的雄性天鹅，那么这个家庭往往比规模相近的其他家庭社会地位高。
迁徙的大天鹅在跨越海洋时会在500-1700 m的高度飞行，但通常更喜欢在较低的高度飞行，以便在飞行之间频繁休息。据记录，在不列颠群岛附近，迁徙的大天鹅达到了8000米以上的高度。
大天鹅可以活几十年。一旦度过孵化后的最初几周，它们的年死亡率就会很小。当野生大天鹅决定继续以农业谷物为食，而不是向南迁徙以水生植物为食时，可能会在冬天被冻死。然而，成年与亚成年大天鹅最常见的死亡原因是飞行事故。

### 食物
本种以水生植物的种子、茎和叶片为主要食物来源，雏鸟偶尔取食少量软体动物、水生昆虫和蚯蚓，以满足生长和发育的高蛋白质需求。修长的颈部和强而有力的喙使大天鹅有能力取食埋藏在湖底淤泥中的食物，如菱角、莲藕等。 在浅淡水中，大天鹅用有蹼的脚挖泥，然后将头浸入水中以浅根和块茎为食。父母还通过搅动水柱来帮助大天鹅雏鸟进食，使水生植物更容易获取。大天鹅也可以在陆地栖息地或咸水潮汐环境附近进食。
在淡水环境中，大天鹅的觅食活动主要集中在早上和下午。对于咸水环境，由于涨潮时进食较困难，因此大天鹅更喜欢在涨潮时休息，在退潮时进食。陆地上的觅食行为受到日照长度、温度和安全性的影响。当白天较长、温暖和明亮时，大天鹅较为活跃，觅食较多。

### 繁殖与筑巢
大天鹅是一夫一妻制的鸟类，终生成对。交配时，它们会面对面地进行求爱表演，翅膀会颤抖地半张开并抬起，每只天鹅交替弯曲以伸展脖子，同时发出响亮的鸣叫声。交配时间很短，持续大约一分钟。大天鹅在筑巢期间都会坚决捍卫自己的领地。大天鹅的交配季节一般是四月下旬到五月初。
大天鹅的巢建一般在水边、岛屿或湖岸上，位于一个由植物材料（通常是苔藓和地衣）制成的大土丘上。每年繁殖时，雌性一般会产4-5个卵，孵化约35天，孵化期为6月至7月初。大天鹅蛋很大，椭圆形，呈灰白色。由于巢穴条件和水中可能存在的铁元素，产下的蛋可能会在几天后被染成棕色。由雌性负责孵化，而雄性负责守卫领地。雄性很少孵蛋，但它们会保持在距离巢穴50-100 m的范围内，警惕地守护巢穴。 当雌性孵化休息时进食时，由于卵尺寸较大，因此能够保持恒定的温度，这有助于最大限度地减少热量损失。随着蛋的成熟，孵化中断的时间会增加，在孵化前几天雌性大天鹅会完全停止孵化。
孵化后的最初几天，大天鹅雏鸟仍靠近巢穴，由雌性照顾。与疣鼻天鹅不同，大天鹅并不将雏鸟背在背上。大天鹅雏鸟在孵化后2至3天就可以离开巢穴，在三个月大时长出飞羽，四五个月大时就能飞翔。由于容易受到寒冷天气、捕食者和食物不足的影响，大天鹅雏鸟的死亡率很高。在发育的早期阶段，父母会帮助大天鹅雏鸟进食，与它们保持亲密关系。有趣的是，如果水面提前冻结并且小天鹅还无法飞行，大天鹅父母可能会抛弃他们的孩子。 由于缺乏父母的指导，被抛弃的大天鹅雏鸟通常无法存活。大天鹅雏鸟很少主动发起飞行，而是观察父母在飞行前发出的信号，然后跟随父母起飞。雏鸟在约一岁时独立，在大约4岁时性成熟。大天鹅雏鸟生长速度受到栖息地质量和食物供应的强烈影响。

### 沟通与交流
大天鹅有若干飞行前信号，常见的信号包括头部扭动、增加的四音节叫声和拍动翅膀等。鸟群会不断增加信号以营造兴奋感，并在起飞过程中实现同步。着陆后不久，大天鹅有时会发起问候或凯旋仪式，包括摇头、叫声和拍动翅膀。问候和凯旋仪式很容易转变为性互动或攻击性互动。

### 自然威胁
大天鹅在休息时，会蜷缩在地面上，以便减少寒冷环境中的热量散失。当大天鹅父母休息进食时，捕食者可能会偷食它们的蛋。一旦大天鹅达到成年体型，捕食的威胁就会减少。大多数捕食发生在雏鸟年幼、迫切需要父母保护的时候。由于体型较大，大天鹅在陆地上并不十分敏捷，常常会退回到水中以躲避陆地哺乳动物的捕食者。

## 保护情况
- 国家重点保护等级： 二级 生效年代： 1989年
- 中国濒危动物红皮书等级： 渐危 生效年代： 1996年
- 中医传统理论认为大天鹅取羽毛烧灰备用，可以止血，因此被捕猎作为药物利用，非法猎杀食用都是造成它数量减少的原因。目前适合大天鹅栖息的湿地也在受到人为活动的破坏，这些都是造成此物种濒危的原因。

人类的一些活动威胁着大天鹅，例如狩猎、巢穴破坏、偷猎蛋、栖息地丧失和退化，包括内陆和沿海湿地的开垦。对天鹅栖息地的威胁包括农业扩张、过度放牧、将湿地排水用于灌溉、道路开发、石油勘探、开采和运输造成的石油污染以及旅游业的干扰等。